# Bianca Maria Sforza
Bianca Maria Sforza (ur. 5 kwietnia 1472 w Mediolanie, zm. 31 grudnia 1510 w Innsbrucku) – córka Galeazza Marii Sforzy, księcia Mediolanu, i Bony Sabaudzkiej, córki księcia Sabaudii Ludwika I. Młodsza siostra Giana Galeazza Sforzy.

## Młodość
W styczniu 1474, kiedy Bianca nie miała jeszcze dwóch lat, poślubiła swojego kuzyna Filiberta I Myśliwego, księcia Sabaudii (1465–1482). Filibert zmarł na wiosnę 1482, a Bianca w wieku 10 lat została wdową. Powróciła do Mediolanu i wychowywała się na dworze swojego stryja, Ludwika Sforzy zwanego il Moro. Nie była szczególnie urodziwa, ale spory posag, jaki przeznaczył jej stryj sprawiał, że było sporo kandydatów do jej ręki. Bianca była wychowywana w tradycyjny sposób. Młoda księżniczka szczególnie lubiła wyszywać.
W listopadzie 1487 w zamku mediolańskim Bianca została zaślubiona per procura Janowi Korwinowi, nieślubnemu synowi króla węgierskiego Macieja Korwina. Księżniczka nie dołączyła jednak do męża z powodu niechęci ze strony żony Macieja - Beatrycze Aragońskiej, która nie zgodziła się na sukcesję i małżeństwo pasierba.

## Małżeństwo z Maksymilianem I

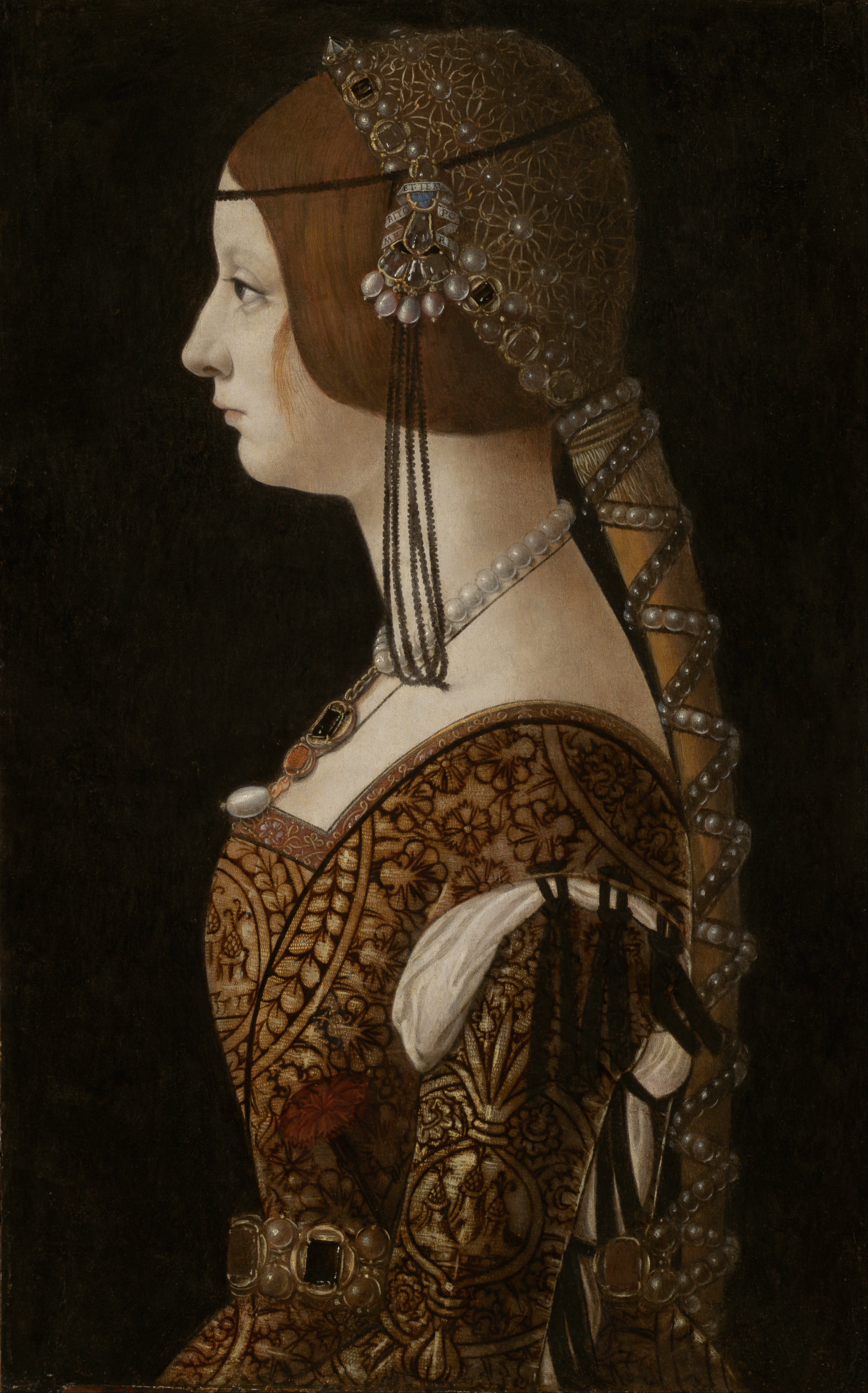
Bianca Maria Sforza, portret autorstwa Ambrogia de Predis (1493)

1 grudnia 1493 w Mediolanie odbył się ślub Bianki Marii z królem Niemiec Maksymilianem I Habsburgiem, synem cesarza Fryderyka III i Eleonory, córki króla Portugalii Edwarda I, wdowcem po Marii Burgundzkiej, reprezentowanym przez biskupa Bressanone. Po mszy ślubnej Bianca została ukoronowana złotą koroną przysłaną przez Maksymiliana. Maksymilian dostał tytułem posagu 400 000 dukatów, co pomogło królowi mającemu kłopoty finansowe.
Już 3 grudnia 1493 Bianca wyruszyła w podróż do Innsbrucku, jednak spotkała swego męża dopiero w niedzielę palmową następnego roku. Wtedy też doszło do skonsumowania małżeństwa. Wkrótce Bianca zaszła w ciążę, którą trzy miesiące później poroniła w drodze do Flandrii. Po tym poronieniu Bianca nie mogła mieć więcej dzieci. Maksymilian rozczarował się urodą swojej nowej żony. Często ją zdradzał i, jak twierdzą niektóre źródła, zaraził ją kiłą.
Po wygnaniu Ludwika Sforzy z Mediolanu, Bianca pomagała swej szwagierce Izabeli Aragońskiej w odzyskaniu księstwa mediolańskiego dla jej syna Francesca. W 1508 Bianca towarzyszyła mężowi w wyprawie do Włoch, podczas której została w Trydencie koronowana na cesarzową. Wkrótce jej stan zdrowia się pogorszył. Zmarła w 1510. Została pochowana w krypcie Habsburgów w Opactwie Stams.
Jeden z portretów Bianki Marii Sforzy autorstwa Ambrogia de Predis znajduje się w National Gallery of Art of the United States, w Waszyngtonie.